# يانكي دودل داندي (فلم)
يانكي دودل داندي (بالإنجليزية: Yankee Doodle Dandy) هو فيلم دراما تم إنتاجه في الولايات المتحدة وصدر في سنة 1942.

## بطولة
- جيمس كاغني

### ترشيحات وجوائز
| السنة | الحدث | الفئة            | النتيجة  |
| ----- | ----- | ---------------- | -------- |
|       |       | أوسكار أحسن ممثل | فـــــوز |

## الميزانية والإيرادات
حقق أرباحا تقدر بـ 11,800,000 دولار.

## وصلات خارجية
- يانكي دودل داندي على موقع IMDb (الإنجليزية)
- يانكي دودل داندي على موقع ميتاكريتيك (الإنجليزية)
- يانكي دودل داندي على موقع الموسوعة البريطانية (الإنجليزية)
- يانكي دودل داندي على موقع روتن توميتوز (الإنجليزية)
- يانكي دودل داندي على موقع نتفليكس (الإنجليزية)
- يانكي دودل داندي على موقع قاعدة بيانات الأفلام العربية
- يانكي دودل داندي على موقع ألو سيني (الفرنسية)
- يانكي دودل داندي على موقع Turner Classic Movies (الإنجليزية)
- يانكي دودل داندي على موقع أول موفي (الإنجليزية)
- يانكي دودل داندي على موقع فيلمافينيتي (الإسبانية)

1. 1 2 3  وصلة مرجع: https://www.oscars.org/oscars/ceremonies/1943.
2. ↑  وصلة مرجع: http://www.imdb.com/title/tt0035575/. الوصول: 15 أبريل 2016.
3. ↑  وصلة مرجع: http://www.allocine.fr/film/fichefilm_gen_cfilm=36527.html. الوصول: 15 أبريل 2016.
4. ↑  وصلة مرجع: http://www.filmaffinity.com/en/film538797.html. الوصول: 15 أبريل 2016.